# Der Duft der Liebe
Der Duft der Liebe (OT: Zazel: The Scent of Love) ist ein Pornofilm aus dem Jahr 1996, der insgesamt sieben AVN Awards gewann.

## Handlung
Zazel ist die Hauptfigur, eine Künstlerin, die damit beauftragt wird, das betörendste Parfum der Welt zu kreieren. Auf dem Weg dazu malt Zazel verschiedene Bilder, schaut sich Fotografien an und wandert zwischen den Blumen in ihrem Garten umher. Jede Erfahrung inspiriert sie zu neuen sexuellen Fantasien. Themen, die dargestellt sind, umfassen Wassernymphen, den Dschungel, Schwarz-Weiß-Ära-Filme, Die drei Musketiere sowie Himmel und Hölle.

## Bemerkungen
Der Film hat eine ganze Reihe sogenannter Penthouse Pets als Darstellerinnen. Er beinhaltet außergewöhnliche Schauplätze, extravagante Schminke und extravagantes Body painting sowie aufwendige Filmtechniken, wie beispielsweise Unterwasseraufnahmen, die eher selten für Pornofilme sind. Er gilt als sehr ästhetisch und wird gerade deswegen dem noch relativ jungen „frauenfreundlichen“ Porno-Genre namens Heartcore zugeordnet. Der Film belegt Platz 26 auf der Liste der „101 Greatest Adult Tapes of All Time“ von AVN.

## Auszeichnungen
- 1997: AVN Award „Best All-Sex Film“
- 1997: AVN Award „Best Cinematography“
- 1997: AVN Award „Best Art Direction“
- 1997: AVN Award „Best Editing“
- 1997: AVN Award „Best Group Scene“ (Anna Romero, Sasha Vinni, Drew Reese, Kevin James)
- 1997: AVN Award „Best Overall Marketing Campaign“
- 1997: AVN Award „Best Selling Tape Of The Year“
- 2009: AVN Award „Best Classic Release“

## Sonstiges
- Die Darstellerin Sasha Vinni (Titelcharakter Zazel) war 1994 Penthouse Pet of the Year
- Die Darstellerin Gina LaMarca war 1995 Penthouse Pet of the Year
- Der Film wurde auf 35-mm-Kinofilm gedreht.